# Liste der Biografien/Karu
Liste der Biografien |
Portal Biografien |
Personensuche
# |
A |
B |
C |
D |
E |
F |
G |
H |
I |
J |
K |
L |
M |
N |
O |
P |
Q |
R |
S |
T |
U |
V |
W |
X |
Y |
Z |
?
 
Ka |
Kb |
Kc |
Kd |
Ke |
Kf |
Kg |
Kh |
Ki |
Kj |
Kl |
Km |
Kn |
Ko |
Kp |
Kr |
Ks |
Kt |
Ku |
Kv |
Kw |
Ky |
Kx |
Kz
 
Kaa–Kag |
Kah |
Kai |
Kaj |
Kak |
Kal |
Kam |
Kan |
Kao |
Kap |
Kar |
Kas |
Kat |
Kau |
Kav |
Kaw |
Kay |
Kaz
 
Kara |
Karb |
Karc |
Kard |
Kare |
Karf |
Karg |
Karh |
Kari |
Karj |
Kark |
Karl |
Karm |
Karn |
Karo |
Karp |
Karr |
Kars |
Kart |
Karu |
Karv |
Karw |
Kary |
Karz
Die Liste der Biografien führt alle Personen auf, die in der deutschsprachigen Wikipedia einen Artikel haben. Dieses ist eine Teilliste mit 40 Einträgen von Personen, deren Namen mit den Buchstaben „Karu“ beginnt.

## Karu
- Karu, Erkki (1887–1935), finnischer Filmregisseur und -produzent
- Karu, Kaimar (* 1980), estnischer Unternehmer, Ex-Minister
- Karu, Laur (1942–1996), estnischer Mediziner und Politiker, Minister

### Karua
- Karua, Martha (* 1957), kenianische Juristin, Politikerin und Menschenrechtlerin

### Karub
- Karube, Ryūtarō (* 1992), japanischer Fußballspieler
- Karube, Shunji (* 1969), japanischer Hürdenläufer

### Karuh
- Karuhimbi, Zura († 2018), ruandische Heilerin

### Karuk
- Karukas, Gregg (* 1961), amerikanischer Smooth-Jazz-Musiker
- Karukoski, Dome (* 1976), finnischer Filmregisseur, Drehbuchautor, Schauspieler und Filmproduzent
- Karuks, Urve (1936–2015), estnische Schriftstellerin

### Karum
- Karume, Abeid Amani (1905–1972), sansibarischer Politiker, erster Präsident von Sansibar 1964
- Karume, Amani Abeid (* 1948), tansanischer Politiker, Präsident von Sansibar
- Karumidse, Schalwa (1887–1951), georgischer Politiker

### Karun
- Karun, Vanida (* 1979), deutsche Schauspielerin
- Karunakaran, K. (1918–2010), indischer Politiker
- Karunanidhi, M. (1924–2018), indischer Politiker und Autor
- Karunarathna, Tharushi (* 2004), sri-lankische Leichtathletin
- Karunaratne, Adithya (* 2001), chinesische Tennisspielerin (Hongkong)
- Karunaratne, Chamika (* 1996), sri-lankischer Cricketspieler
- Karunaratne, Diluka (* 1986), sri-lankischer Badmintonspieler
- Karunaratne, Dinuka (* 1987), sri-lankischer Badmintonspieler
- Karunaratne, Kuruppu (1960–2008), sri-lankischer Marathonläufer
- Karunaratne, Niluka (* 1985), sri-lankischer Badmintonspieler
- Karunaratne, Wijesinghe Sugathadasa (1928–1986), sri-lankischer buddhistischer Gelehrter
- Karunatilaka, Shehan (* 1975), sri-lankischer SchriftstellerShehan Karunatilaka (* 1975)

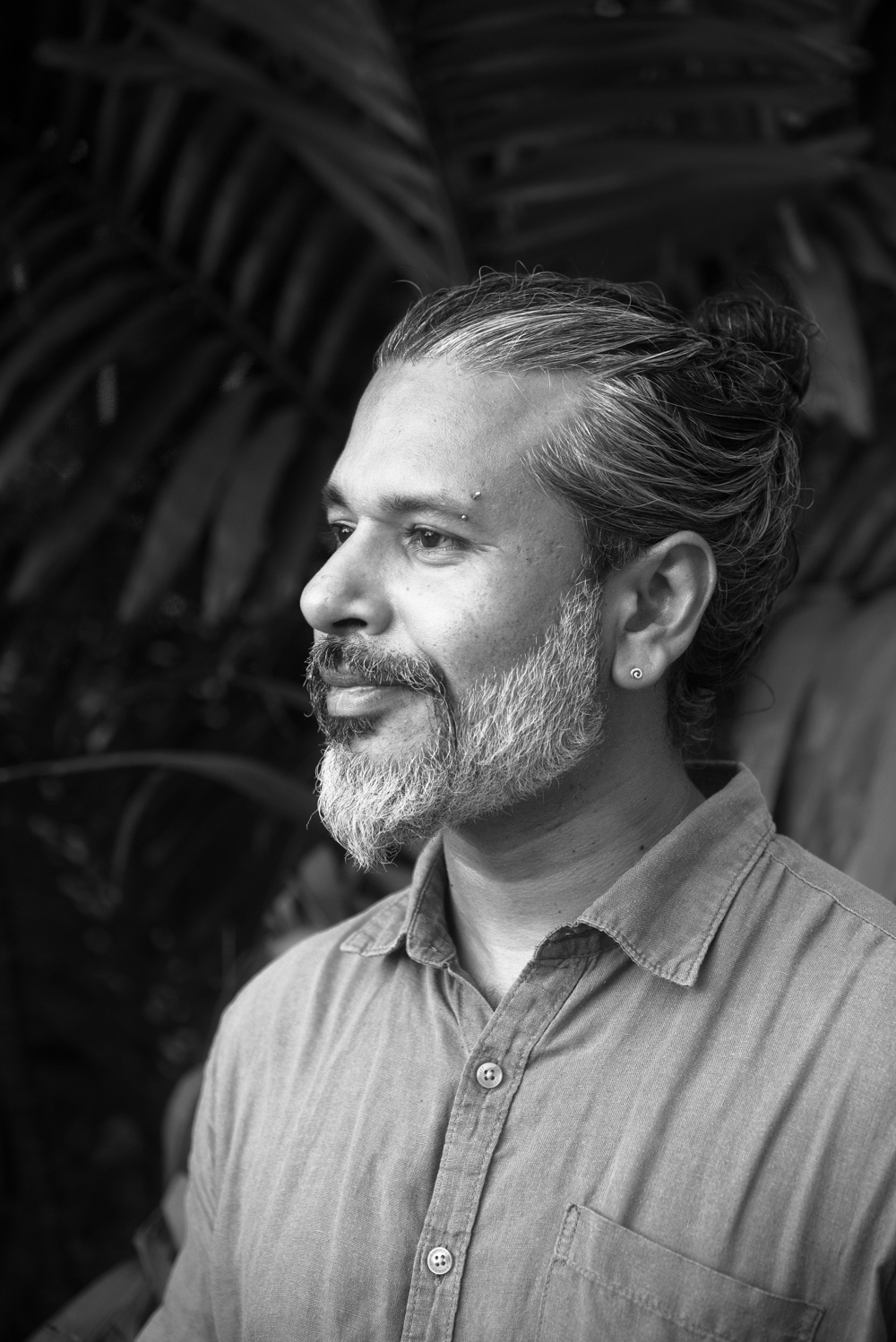
Shehan Karunatilaka (* 1975)

- Karunesh (* 1956), deutscher Musiker

### Karup
- Karup, Johannes (1854–1927), deutsch-dänischer Versicherungsmathematiker

### Karus
- Karus, Benedikt (* 1990), deutscher Leichtathlet
- Karus, Vahur (* 1974), estnischer Generalmajor
- Karuscheit, Heiner (* 1944), deutscher Autor, Journalist und politischer Aktivist
- Karush, Larry (1946–2013), US-amerikanischer Musiker und Komponist
- Karush, William (1917–1997), US-amerikanischer Mathematiker
- Karusisi, Diane (* 1977), ruandische Bankmanagerin
- Karuso, Laander (* 1986), deutscher Autor, Slam-Poet und Musiker
- Karusoo, Merle (* 1944), estnische Regisseurin und Dramatikerin
- Karusos, Christos (1900–1967), griechischer Archäologe
- Karusseit, Ursula (1939–2019), deutsche Schauspielerin und Theaterregisseurin

### Karut
- Karuth-Zelle, Barbara (* 1968), deutsche Managerin, Vorstandsmitglied der Allianz SE
- Karutz, Guido (1936–2016), deutscher Gymnasiallehrer, Germanist und Deutschdidaktiker
- Karutz, Richard (1867–1945), deutscher HNO-Arzt und Ethnologe